# 1580 en France
Chronologie de la France
- 1576
- 1577
- 1578
- 1579
- 1580
- 1581
- 1582
- 1583
- 1584

## Événements
- 11 janvier : prise de Bizanet, près de Narbonne, par les Protestants, qui ravagent les diocèses de Carcassonne, d’Alet et de Limoux[1].
- 12 janvier : installation des Jésuites à Paris dans une Maison Professe, dans le quartier du Marais, cédée par le cardinal de Bourbon[2].
- 15 janvier : les Protestants assemblés à Montauban sous la présidence du roi de Navarre décident la reprise des hostilités[1].
- 10 février : l’assemblée générale du clergé tenue à Melun obtient du Roi Henri III un édit portant création de sept Bureaux Généraux dans les villes de Paris, Lyon, Toulouse, Bordeaux, Rouen, Tours et Aix[3].
- 15 février : affrontement entre la population et les autorités au carnaval de Romans, en Dauphiné. La troupe des notables assassine les partisans du meneur populaire Paumier[4].
- 17 mars : prise du château de Montaigu par les Protestants. Ils y installent une garnison de 1500 hommes sous es ordres d’Agrippa d’Aubigné qui résiste au siège de la ville par les catholiques commencé le 15 mai[5].
- 6 avril : tremblement de terre centré sur le Pas-de-Calais ; la secousse atteint York, Paris, Cologne[6].
- 15 avril : reprise des hostilités ; début de la septième guerre de religion (feu de paille, ou guerre des amoureux)[7].
- 23 mai : début d’une épidémie de coqueluche à Paris. Elle atteint la cour le 9 juin et sa plus grande expansion le 20 juin[8].
- 29 mai : prise de Cahors par les partisans d’Henri de Navarre[9].
- 7 juillet - 12 septembre : siège et capitulation de La Fère, reprise par les troupes royales de Matignon aux Protestants du prince de Condé[10].
- 24 août : inondation du Rhône à Avignon et à Arles[11].
- Août : Brisson devient Président à mortier du parlement de Paris par la résignation de Pomponne de Bellièvre[12].
- 19 septembre : traité de Plessis-lès-Tours entre Monsieur et les Pays-Bas[13].
- 1er octobre : échec de l'assaut des troupes catholiques sur Montaigu assiégée[5].
- 16 octobre : prise de Saint-Émilion par les troupes du roi de Navarre commandées par Rosny[14].
- 26 novembre : Paix du Fleix, négociée par François-Hercule, frère du roi, qui confirme les concessions de Nérac. Les quinze places de sûreté sont conservées pour six ans[15].
  - L’autorité royale est réduite face aux gouverneurs[16] : Henri de Navarre, roi en Navarre, seigneur en Rouergue et en Quercy, est gouverneur de Guyenne. Condé est gouverneur en Picardie. Les Guise contrôlent la Bretagne (Montpensier), la Bourgogne (Mayenne), la Champagne (Guise), la Normandie (Elbeuf) et la Picardie, en concurrence avec Condé (Aumale). En Provence, les deux lieutenants du roi animent chacun un parti : le comte de Suze (les razats, huguenots et anti-seigneuriaux) et le comte de Carcès (les carcistes, catholiques et seigneuriaux)[17]. En Languedoc, le gouverneur Henri de Montmorency-Damville est catholique politique, allié aux protestants et contrôle le Bas-Languedoc. Joyeuse, catholique royal, contrôle le Haut-Languedoc. Luynes, chef des troupes royales, tient Pont-Saint-Esprit, clé du Languedoc. Les protestants ont désigné Châtillon comme chef militaire en Languedoc.

## Naissances en 1580
- 12 février : François Vinchant (chroniqueur)
- 22 février : Charles de L'Aubespine (diplomate)
- 5 mars : Christophe Justel (canoniste)
- ? avril : Jean Jeannon (imprimeur)
- 19 août : Pierre Vernier (mathématicien)
- 15 septembre : Charles Annibal Fabrot (avocat)
- 27 septembre : Charlotte-Brabantine d'Orange-Nassau (noble)
- 1er décembre : Nicolas-Claude Fabri de Peiresc (polymathe)

## Décès en 1580
- x